# Дорошенко, Иван Кириллович
Иван Кириллович Дорошенко (укр. Іван Кирилович Дорошенко; род. 22 июля 1942 года, Киевская область, Украинская ССР) — украинский государственный деятель, депутат Верховной рады Украины I созыва (1990—1994).

## Биография
Родился 22 июля 1942 года в Киевской области в крестьянской семье.
Окончил Донецкий государственный университет по специальности «математик».
С 1961 года работал рабочим мехколонны № 31 треста «Южэлектросетьстрой». Проходил службу в Советской армии, после возвращения из армии с 1966 года был рабочим по ремонту горных выработок шахты «Мушкетовская» производственного объединения «Донецкуголь».
Являлся членом КПСС с 1970 года, был членом парткома шахты, председателем методического совета политпросвещения.
В 1990 году в ходе первых альтернативных парламентских выборов в Украинской ССР был выдвинут кандидатом в народные депутаты трудовым коллективом шахты «Мушкетовская» ПО «Донецкуголь», 18 марта 1990 года в первом туре был избран народным депутатом Верховного совета Украинской ССР XII созыва (в дальнейшем — Верховной рады Украины I созыва) от Будённовского избирательного округа № 109 Донецкой области, набрал 46,53% голосов среди 4 кандидатов. В парламенте являлся членом комиссии по делам ветеранов, пенсионеров, инвалидов, репрессированных, малообеспеченных и воинов-интернационалистов. Депутатские полномочия истекли 10 мая 1994 года.
Награждён медалями «За доблестный труд в ознаменование 100-летия со дня рождения В. И. Ленина» и «За трудовое отличие», имеет звание «Почётный шахтёр СССР».